# Vollrad von Krosigk (1612–1660)
Vollrad (auch: Volrad, Vollrath) von Krosigk (* 20. März 1612 in Merbitz; † 12. Januar 1660 in Rathmannsdorf) war ein kaiserlicher Obristwachtmeister und Mitglied im Größeren Ständeausschuss.

## Leben
Vollrad von Krosigk stammte aus dem Adelsgeschlecht Krosigk. Er war der älteste Sohn von Gebhard Friedrich von Krosigk (1579–1630) aus dessen ersten Ehe mit der 1608 geehelichten Catharina, geborene von Veltheim († 1620). Seine Brüder waren Matthias von Krosigk (1616–1697), Jakob Anton von Krosigk (1624–1704) und Ludolf Lorenz von Krosigk (1627–1673).
Nach dem Hausunterricht bei seinem Vater lernte er am Gymnasium in Halle unter Christian Gueintz. 1630 ging er an die Universität Leipzig. Noch im selben Jahr brach er nach dem Tod seines Vaters das Studium ab. 1631 begab er sich in den Kriegsdienst von der Pike auf bis zum kursächsischen Leutnant und nach 1635 als kaiserlicher Obristwachtmeister. Nach einer Kriegsverwundung lebte er ab 1640 oftmals bettlägerig in Rathmannsdorf. Im Jahr 1648 wurde er unter dem Gesellschaftsnamen der Nötige in die Fruchtbringende Gesellschaft aufgenommen.
Vollrad von Krosigk vermählte sich am 15. Dezember 1649 mit Gertraud von Wrisberg († 9. Dezember 1677). Er starb am 12. Januar 1660 ohne Nachkommen als Rittmeister.